# 가와노 신이치
가와노 신이치(일본어: 河野 真一, 1969년 11월 5일 ~ )는 일본의 전 축구 선수이다.

## 구단 경력
1992년 J1리그의 우라와 레즈에 입단했다. 1992년 아르헨티노 로사리오로 임대 이적했다. 1993년 우라와 레즈로 복귀했다. 1996년 재팬 풋볼 리그의 비셀 고베로 이적했다. 1996년 재팬 풋볼 리그 준우승으로 J1리그로 승격했다. 1997년후 현역 은퇴.